# LOC105375355
LOC105375355 (англ. Uroplakin 3B) – білок, який кодується однойменним геном, розташованим у людей на 7-й хромосомі. Довжина поліпептидного ланцюга білка становить 320 амінокислот, а молекулярна маса — 33 882.
| 10         |  | 20         |  | 30         |  | 40         |  | 50         |
| ---------- |  | ---------- |  | ---------- |  | ---------- |  | ---------- |
| MGLPWGQPHL |  | GLQMLLLALN |  | CLRPSLSLGE |  | WGSWMDASSQ |  | TQGAGGPAGV |
| IGPWAPAPLR |  | LGEAAPGTPT |  | PVSVAHLLSP |  | VATELVPYTP |  | QITAWDLEGK |
| VTATTFSLEQ |  | PRCVFDGLAS |  | ASDTVWLVVA |  | FSNASRGFQN |  | PETLADIPAS |
| PQLLTDGHYM |  | TLPLSPDQLP |  | CGDPMAGSGG |  | APVLRVGHDH |  | GCHQQPFCNA |
| PLPGPGPYRE |  | DPRIHRHLAR |  | AAKWQHDRHY |  | LHPLFSGRPP |  | TLGLLGSLYH |
| ALLQPVVAGG |  | GPGAAADRLL |  | HGQALHDPPH |  | PTQRGRHTAG |  | GLQAWPGPPP |
| QPQPLAWPLC |  | MGLGEMGRWE |  |            |  |            |  |            |

A: Аланін

C: Цистеїн

D: Аспарагінова кислота

E: Глутамінова кислота

F: Фенілаланін

G: Гліцин

H: Гістидин

I: Ізолейцин

K: Лізин

L: Лейцин

M: Метіонін

N: Аспарагін

P: Пролін

Q: Глутамін

R: Аргінін

S: Серин

T: Треонін

V: Валін

W: Триптофан

Задіяний у такому біологічному процесі, як альтернативний сплайсинг. 
Локалізований у клітинній мембрані, мембрані.